# Národní laboratoře Oak Ridge
Národní laboratoře Oak Ridge (Oak Ridge National Laboratory, ORNL) jsou mnohaúčelové vědeckotechnické národní laboratoře sloužící Ministerstvu energetiky USA, řízené UT-Battelle, partnerskou společností mezi University of Tennessee a Battelle Memorial Institute. Nacházejí se v Oak Ridge v Tennessee poblíž Knoxville. Vědci a technici se v laboratořích zabývají základním a aplikovaným výzkumem, aby získali vědecké poznatky a technologická řešení v oblastech vědy klíčových pro národní zájmy: zvýšit dostupnost čistých a bohatých zdrojů energie, přispět k obnově a ochraně životního prostředí a národní bezpečnosti.
Laboratoře vykonávají také jiné práce pro Ministerstvo energetiky, včetně produkce izotopů, informační správy, správy technických programů, a 
zabezpečují výzkum a technickou podporu jiným organizacím.

## Účast na projektu Manhattan
V povodí řeky Tennessee začala vláda první elektrárny stavět už v roce 1916. Roosevelt jmenoval do vedení Správy údolí Tennessee (Tennessee Valley Authority – TVA)  pětapadesátiletého inženýra Arthura Morgana a čtyřiatřicetiletého právníka Davida Lilienthala. Přes 15 tisíc rodin farmářů se muselo vystěhovat, v roce 1942 pracovalo na dvanácti rozestavěných hydroelektrárnách 28 tisíc lidí. Díky dostatku elektřiny v údolí Tennessee tam mohli postavit továrnu na výrobu aluminia, které bylo zapotřebí pro vojenská letadla. A v Oak Ridge vybudovali v utajení rozsáhlé středisko na obohacování uranu pro atomové bomby v rámci projektu Manhattan, což byl proces energeticky náročný. Řada těchto hydroelektráren tedy výrazně přispěla k vítězství Spojenců ve druhé světové válce. 
David Lilienthal se stal v roce 1946 prvním předsedou Komise pro atomovou energii.

## Havárie
Dne 2. září 1944 došlo v Národních laboratořích Oak Ridge v USA k jaderné havárii. V sále pro přepravu v laboratořích praskla potrubí. Zemřeli dva lidé a tři další byli zraněni. Parní potrubí se roztrhlo, přiváděná pára se smísila s prvkem na bázi uranu a zformovala nebezpečnou kyselinu fluorovodíkovou, která byla inhalována těmito pěti lidmi.